# Tudanca
Tudanca is een gemeente in de Spaanse provincie en regio Cantabrië met een oppervlakte van 52,44 km². Tudanca telt 147 inwoners (1 januari 2016).

## Demografische ontwikkeling
Bron: INE, 1857-2011: volkstellingen